# Флаг Юкатана
Флаг Юкатана — флаг, использовавшийся бывшей Республикой Юкатан, существовашей на территории полуострова Юкатан в середине XIX века. В состав республики вошли нынешние мексиканские штаты Юкатан, Кампече и Кинтана-Роо.
Официальный статус флага установился в результате реформы Политической конституции Мексиканских Соединенных Штатов, проведённой в конце 2022 года и разрешающей штатам принимать свои собственные символы. Флаг штата Юкатан был впервые за 182 года поднят местными властями 21 августа 2023 года в столице штата Мериде.

## Дизайн и символизм

Флаг Юкатана в настоящее время поднят как гражданский символ.

Что касается исторического флага Республики Юкатан, историк Родольфо Менендес де ла Пенья описывает его следующим образом:
Флаг Юкатана был разделен на две части: зелёную слева и правую, с тремя делениями: красными сверху и снизу и белыми посередине. В зелёном поле выделено пять звезд, символизирующих пять департаментов, на которые Юкатан был разделен указом от 30 ноября 1840 года: Мерида, Исамаль, Вальядолид, Текакс и Кампече.
Значение цветов государственного флага следующее:
- Зелёный: земля.
- Белый: религия.
- Красный: кровь.

## История

Неофициальный флаг штата Юкатан (1989—2023 гг.)

Впервые флаг был поднят 16 марта 1841 года, когда он был поднят на муниципальном здании Аюнтамиенто на «Плаза Гранде» в Мериде, столице штата Юкатан. Эта акция была протестом против централизма президента Мексики Антонио Лопеса де Санта-Анны. Флаг больше никогда официально не использовался властями Юкатана.

### Современное использование
Хотя этот флаг никогда официально не признавался, он использовался на протяжении всего XX века на различных церемониях и фестивалях. Использование флага участилось после 2000 года, на фоне напряженности между тогдашним губернатором Виктором Серверой Пачеко и федеральным правительством, и получило распространение как проявление местнических настроений против центральных властей.
В настоящее время жители Юкатана используют его, чтобы выразить свою «юкатанскость» (yucataneidad). В 2001 году в городе Мерида состоялось празднование 160-летия его первого и последнего официального использования. В 2010 году флаг снова появился на спортивном мероприятии, где тогдашний губернатор Ивонн Ортега Пачеко объяснила значение флага приглашенному боксерскому промоутеру Дону Кингу.
Флаг стал официальным государственным символом 13 сентября 2023 года, заменив неофициальный флаг, состоящий из герба на белом фоне. Исполнительный орган правительства штата Юкатан снова поднял исторический флаг Республики Юкатан спустя 182 года.